# زبیر اسکورزا
زبیر اسکورزا (انگلیسی: Xabier Eskurza؛ زادهٔ ۱۷ ژانویهٔ ۱۹۷۰) بازیکن فوتبال اهل اسپانیا است.
از باشگاه‌هایی که در آن بازی کرده‌است می‌توان به باشگاه ورزشی رئال مایورکا، باشگاه فوتبال والنسیا، باشگاه فوتبال اتلتیک بیلبائو، باشگاه فوتبال رئال اویدو، باشگاه فوتبال بارسلونا، و باشگاه فوتبال اتلتیک بیلبائو بی اشاره کرد.
وی همچنین در تیم‌های ملی فوتبال زیر ۲۰ سال اسپانیا، زیر ۲۱ سال اسپانیا، زیر ۲۳ سال اسپانیا، و باسک بازی کرده‌است.